# جنگ بزرگ (فیلم ۱۹۹۰)
جنگ بزرگ (به هندی: Maha-Sangram) فیلمی محصول سال ۱۹۹۰ و به کارگردانی موکول اس. آناند است. در این فیلم بازیگرانی همچون وینود کانا، آدیتای پانچولی، مادهوری دیکشیت، گوویندا، گلشن گروور، شاکتی کاپور، امجد خان، کیران کومار ایفای نقش کرده‌اند.